# District de Marzahn
Le district de Marzahn est l'une des anciennes subdivision administratives de Berlin. Il a été créé en 1977 avec l'est du district de Lichtenberg qui faisait alors partie du secteur d'occupation soviétique (Berlin-Est). Le district correspond alors aux actuels quartiers de :
- 1001 Biesdorf
- 1002 Hellersdorf
- 1003 Kaulsdorf
- 1004 Mahlsdorf
- 1005 Marzahn

Hellersdorf, Kaulsdorf et Mahlsdorf en seront à leur tour détachés en 1986 pour former le nouveau district de Hellersdorf. Lors de la réforme de 2001, Marzahn et Hellersdorf seront de nouveau regroupés pour former l'arrondissement de Marzahn-Hellersdorf.